# Studio Ovale

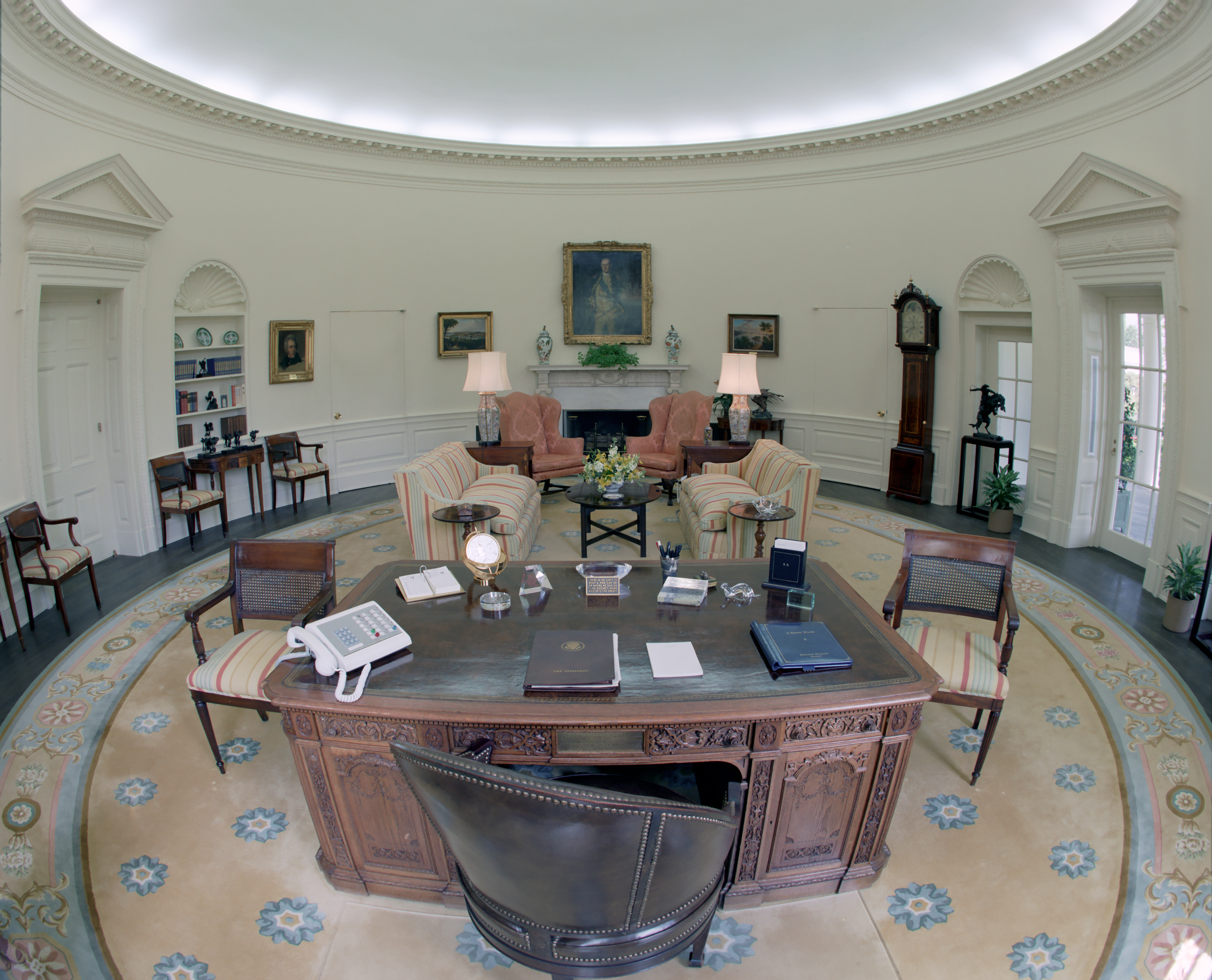
Lo Studio Ovale durante la presidenza di Ronald Reagan

Lo Studio Ovale è lo studio ufficiale del Presidente degli Stati Uniti d'America. Posizionato nella West Wing della Casa Bianca, l'ufficio è di forma ellittica e ha tre grandi finestre rivolte a sud dietro la Resolute desk del presidente e un camino nella parte a nord della sala.
Ha quattro porte: la porta est si apre sul Giardino delle Rose, la porta ovest conduce ad uno studio privato e alla sala da pranzo, la porta a nord-ovest si apre sul corridoio principale dell'Ala Ovest; la porta a nord-est, infine, si apre sull'ufficio del segretario del presidente.
I presidenti generalmente decorano l'ufficio secondo il proprio gusto personale, scegliendo nuovi mobili, nuovi tendaggi e disegnando il proprio tappeto di forma ovale per coprire la maggior parte del pavimento. Le opere d'arte sono selezionate dalla collezione della Casa Bianca o prese in prestito dai musei per il mandato del presidente.
Il presidente Theodore Roosevelt costruì l'ala ovest nel 1902, ma il suo ufficio nella nuova ala non era di forma ovale. Il Taft Oval Office è stato costruito come parte dell'espansione dell'ala ovest del 1909 ed è stato centrato nella facciata sud dell'ala, simile alle stanze ovali della residenza della Casa Bianca, come la Yellow Oval Room (che a volte era stata l'ufficio del presidente prima che l'ala ovest fosse costruita). Il Taft Oval ha servito il presidente William Howard Taft attraverso il presidente Franklin Roosevelt, ma subì un grave incendio nel 1929 e fu demolito nel 1933. Il presidente Franklin Roosevelt costruì il moderno ufficio ovale all'angolo accanto al roseto nel 1934, come parte della ricostruzione dell'ala con un ampliamento della facciata est dell'ala ovest.
Lo Studio Ovale è stato associato nella mente degli americani alla presidenza stessa attraverso immagini memorabili, come un giovane John Fitzgerald Kennedy che scruta attraverso il pannello frontale della scrivania di suo padre, il presidente Richard Nixon che parla al telefono con gli astronauti dell'Apollo 11 durante la loro passeggiata spaziale, e Amy Carter che porta il suo gatto siamese Misty Malarky Ying Yang per rallegrare la giornata di suo padre, il presidente Jimmy Carter. 
Diversi presidenti si sono rivolti alla nazione dallo Studio Ovale in alcune occasioni. Gli esempi includono Kennedy che presenta le notizie della crisi missilistica cubana (1962), Nixon che annuncia le sue dimissioni dall'incarico (1974), Ronald Reagan a seguito del disastro dello Space Shuttle Challenger (1986) e George W. Bush in seguito agli attacchi dell'11 settembre (2001). Nel 2018, l'ex stenografa della Casa Bianca Beck Dorey-Stein ha pubblicato un libro di memorie sui suoi anni di lavoro per Obama chiamato From the Corner of the Oval.

## Storia, 1789–1909

### Il bovindo di Washington
La Casa Bianca non fu pronta per essere occupata fino al 1800. George Washington non occupò mai la Casa Bianca. Trascorse gran parte della sua presidenza a Filadelfia, in Pennsylvania, che servì come capitale nazionale temporanea per 10 anni, dal 1790 al 1800, mentre Washington, DC, una nuova città, era in costruzione.

Nel 1790, Washington costruì una grande aggiunta semicircolare a due piani sul retro della Casa del Presidente a Filadelfia, creando uno spazio cerimoniale in cui il pubblico avrebbe incontrato il presidente. In piedi davanti alle tre finestre di questo bovindo, riceveva formalmente gli ospiti per le sue udienze del martedì pomeriggio, le delegazioni del Congresso e dignitari stranieri, e il pubblico in generale alle porte aperte il giorno di Capodanno, il 4 luglio e il suo compleanno.
Washington riceveva i suoi ospiti, in piedi tra le finestre del salotto sul retro. La compagnia, entrando in una stanza sul davanti e attraversando una porta apribile, salutò il Presidente e, voltandosi, si fermò da una parte. 
Il presidente John Adams occupò la villa di Filadelfia dal marzo 1797 e utilizzò il bovindo nello stesso modo del suo predecessore.
Le fondamenta curve del bovindo di Washington furono scoperte durante gli scavi archeologici del sito della President's House nel 2007. Sono esposte sotto vetro alla President's House Commemoration, appena a nord del Liberty Bell Center.

### Casa Bianca
Un architetto, James Hoban, visitò il presidente Washington a Filadelfia nel giugno 1792 e probabilmente vide il bovindo. Il mese successivo, Hoban vinse il concorso di progettazione per la Casa Bianca.
Il "salone ellittico" al centro della Casa Bianca era la caratteristica principale del progetto originale di Hoban. Le stanze ovali divennero comuni nell’architettura neoclassica all’inizio del XIX secolo.
Nel novembre del 1800, John Adams divenne il primo presidente ad occupare la Casa Bianca. Lui e il suo successore, il presidente Thomas Jefferson, usarono le stanze ovali di Hoban come Washington aveva usato il suo salone con bovindo, stando davanti alle tre finestre all'estremità sud per ricevere gli ospiti.
Nel 19º secolo, alcuni presidenti utilizzarono la Sala Ovale Gialla al secondo piano della Casa Bianca come uffici privati e biblioteche. Questa associazione culturale, tra il presidente e una stanza ovale, fu espressa più pienamente nel Taft Oval Office (1909) nell'ala ovest.

### Ala ovest
L'ala ovest fu un'idea del presidente Theodore Roosevelt, nata dall'opinione di sua moglie secondo cui il secondo piano della Casa Bianca, allora condiviso tra camere da letto e uffici, doveva essere esclusivamente uno spazio domestico. Completato nel 1902, l'edificio per uffici esecutivi a un piano doveva essere una struttura temporanea, da utilizzare fino a quando non fosse stato eretto un edificio permanente lì o altrove. Posizionare l'edificio a ovest della Casa Bianca ha consentito la rimozione di un vasto e fatiscente insieme di serre pre-guerra civile, che erano state erette dal presidente James Buchanan.
Roosevelt trasferì gli uffici del ramo esecutivo nell'ala di nuova costruzione nel 1902. Il suo spazio di lavoro era una suite di due stanze composta da ufficio esecutivo e sala gabinetto, che occupava il terzo orientale dell'edificio. I suoi mobili, inclusa la scrivania del presidente, furono progettati da un architetto, Charles Follen McKim, e realizzati da AH Davenport and Company, entrambi di Boston. Ora molto modificato, l'ufficio esecutivo del 1902 sopravvive come Roosevelt Room, una sala riunioni interna senza finestre, diagonalmente opposta allo Studio Ovale.

## Studio ovale di Taft: 1909–1933
Il presidente William Howard Taft trasformò l'ala ovest in un edificio permanente, raddoppiandone le dimensioni espandendola verso sud e costruendo il primo Studio Ovale. Progettato da Nathan C. Wyeth e completato nel 1909, l'ufficio era centrato sulla facciata sud dell'edificio, proprio come lo sono le stanze ovali della Casa Bianca. Taft voleva essere maggiormente coinvolto nelle operazioni quotidiane della sua presidenza e intendeva che l'ufficio fosse il fulcro della sua amministrazione. Lo Studio Ovale di Taft godeva di ampia luce naturale proveniente dalle sue tre finestre e dal lucernario. Presentava una mensola in marmo bianco, semplici elementi in legno in stile georgiano e doppie librerie con ante in vetro. Probabilmente è stato anche l'ufficio presidenziale più colorato della storia; le sue pareti erano ricoperte da una vivace tela color verde alga.
Il 24 dicembre 1929, durante il primo anno di amministrazione del presidente Herbert Hoover, un incendio danneggiò gravemente l'ala ovest. Hoover ha sfruttato questa opportunità per creare spazio aggiuntivo, scavando un seminterrato parziale per gli uffici del personale. Ha restaurato lo Studio Ovale, migliorando la qualità delle rifiniture e installando l'aria condizionata. Sostituì anche i mobili, che in vent'anni non avevano subito grandi modifiche.

## Studio ovale moderno: 1934-presente
Insoddisfatto delle dimensioni e della disposizione dell'ala ovest, il presidente Franklin D. Roosevelt incaricò l'architetto newyorkese Eric Gugler di ridisegnarla nel 1933. Per creare ulteriore spazio per il personale senza aumentare le dimensioni apparenti dell'edificio, Gugler scavò un intero seminterrato, aggiunse una serie di uffici sotterranei sotto il prato adiacente e costruì una discreta storia di "attico". La direttiva di sfruttare la maggior parte degli spazi per uffici dall'edificio esistente era responsabile dei suoi corridoi stretti e degli angusti uffici del personale. L'aggiunta più visibile di Gugler fu l'espansione dell'edificio verso est per una nuova sala gabinetto e uno studio ovale.
Il moderno Studio Ovale è stato costruito all'angolo sud-est dell'ala ovest, offrendo a Roosevelt, che era fisicamente disabile e utilizzava una sedia a rotelle, maggiore privacy e un accesso più facile alla Residenza. Lui e Gugler idearono una stanza architettonicamente più grandiosa dei due uffici precedenti, con dettagli georgiani più robusti: porte sormontate da sostanziali frontoni, librerie incastonate in nicchie, una profonda cornice con mensole e un medaglione sul soffitto del sigillo presidenziale. Invece che da un lampadario o da una plafoniera, la stanza è illuminata da lampadine nascoste all'interno del cornicione che "inondano" di luce il soffitto. In piccoli tratti, accenni di Streamline Moderno si notano nelle applique (portalampade fissate alla parete) che fiancheggiano le finestre e la rappresentazione dell'aquila nel medaglione del soffitto. Roosevelt e Gugler lavorarono a stretto contatto, spesso durante la colazione, con Gugler che abbozzava le idee del presidente. Un'idea risultante da questi schizzi che si è fissata nella disposizione dei mobili della stanza è quella di due sedie con lo schienale alto davanti al camino. Il pubblico lo vede più spesso con il presidente seduto a sinistra e il capo di Stato in visita a destra. Ciò ha permesso a Roosevelt di sedersi, con i suoi ospiti allo stesso livello, de-enfatizzando la sua incapacità di stare in piedi senza aiuto. La costruzione del moderno Studio Ovale fu completata nel 1934.

### Decorazione
L'arredamento di base dello Studio Ovale era una scrivania davanti alle tre finestre all'estremità sud, un paio di sedie davanti al camino all'estremità nord, una coppia di divani e tavoli e sedie assortiti. La mensola neoclassica fu realizzata per lo Studio Ovale di Taft nel 1909 e recuperata dopo l'incendio dell'ala ovest del 1929. Una tradizione di esporre l'edera svedese in vaso (Plectranthus verticillatus) sopra la mensola del camino risale all'amministrazione di John F. Kennedy, e le piante attuali erano radicate dalla pianta originale.
Un orologio federale a cassa lunga, realizzato a Boston da John e Thomas Seymour c. 1795-1805 - comunemente noto come orologio a pendolo dello Studio Ovale - fu acquistato dalla White House Historical Association nel 1972 e si trova accanto alla porta nord-est dello Studio Ovale dal 1975.
Il presidente Harry S. Truman sostituì il tappeto verde scuro dello Studio Ovale vecchio di 23 anni nel 1947. Aveva rivisto il sigillo del presidente degli Stati Uniti dopo la seconda guerra mondiale e il suo tappeto grigio-blu incorporò il sigillo rivisto del 1945, rappresentato monocromaticamente attraverso diverse profondità del pelo tagliato. Il tappeto Truman rimase in ufficio durante le amministrazioni di Dwight D. Eisenhower e John F. Kennedy. La ristrutturazione dello Studio Ovale da parte di Jacqueline Kennedy iniziò il 21 novembre 1963, mentre lei e il presidente Kennedy erano in viaggio in Texas. Il giorno successivo, 22 novembre, fu installato un tappeto rosso, proprio mentre i Kennedy attraversavano Dallas, dove il presidente fu assassinato. Johnson fece rimuovere il tappeto rosso e reinstallare il tappeto Truman, e utilizzò quest'ultimo per la sua amministrazione. Dai tempi di Johnson, la maggior parte delle amministrazioni ha creato il proprio tappeto ovale, lavorando con un designer d'interni e il curatore della Casa Bianca.

#### Scrivanie
Sei scrivanie sono state utilizzate nello Studio Ovale dai presidenti degli Stati Uniti sin dalla sua costruzione nel 1909. La scrivania di solito si trova di fronte alla parete sud dello Studio Ovale, che è composta da tre grandi finestre. Alcuni presidenti utilizzano la scrivania in questa stanza solo per scopi cerimoniali, come opportunità fotografiche e annunci stampa, mentre altri la usano come spazio di lavoro principale.
La prima scrivania utilizzata nello Studio Ovale è stata la scrivania Theodore Roosevelt, mentre la scrivania attualmente utilizzata da Joe Biden è la scrivania Resolute. Delle sei scrivanie utilizzate nello Studio Ovale, la scrivania Resolute è rimasta lì più a lungo, essendo stata utilizzata da otto presidenti nella stanza. Il Resolute è stato utilizzato da tutti i presidenti degli Stati Uniti dal 1977, ad eccezione di George H.W. Bush, che ha utilizzato il desk C&O per il suo unico mandato, rendendolo il desk con la durata più breve fino ad oggi. Altri ex presidenti hanno utilizzato la scrivania Hoover, la scrivania Johnson e la scrivania Wilson.
La scrivania Resolute, quella attualmente in uso, è costruita con legni di quercia che un tempo facevano parte della nave HMS Resolute. La British Resolute rimase intrappolata nel ghiaccio artico nel 1854 e abbandonata. La nave fu scoperta nel 1855 da una nave baleniera americana e successivamente subì una completa ristrutturazione, ridipintura e rifornimento pagato dal governo degli Stati Uniti. Fu restituito all'Inghilterra nel 1856 e dismesso nel 1879. Lo stesso anno l'Ammiragliato britannico lanciò un concorso per progettare un mobile realizzato con i legni della Resolute che la regina Vittoria potrebbe regalare al presidente americano. A seguito di un concorso di progettazione, la regina Vittoria ordinò che tre scrivanie fossero realizzate con il legno di Resolute. Quella che ora è conosciuta come scrivania Resolute fu progettata da Morant, Boyd e Blanford, costruita da William Evenden al Chatham Dockyard e annunciata come "prodotta di recente" il 18 novembre 1880. La scrivania fu consegnata in dono al presidente Rutherford B. Hayes nel 1880. Il presidente Franklin D. Roosevelt richiese che fosse installato un pannello nel ginocchio posteriore durante la sua presidenza. La scrivania fu utilizzata in varie aree della Casa Bianca finché Jacqueline Kennedy la fece spostare nello Studio Ovale nel 1961. Dopo l'assassinio del presidente Kennedy nel 1963, la scrivania Resolute fu trasferita, in prestito, allo Smithsonian Institution e andò in tournée in tutto il paese per aiutare a raccogliere fondi per la Biblioteca e il Museo presidenziale John F. Kennedy. Dopo questo tour, la scrivania fu esposta allo Smithsonian Institution a partire dal 1966. Jimmy Carter restituì la scrivania Resolute allo Studio Ovale nel 1977.

### Opere d'arte
Le opere d'arte vengono selezionate dalla collezione della Casa Bianca o possono essere prese in prestito da musei o individui per la durata di un'amministrazione.
La maggior parte dei presidenti ha appeso un ritratto di George Washington - di solito il ritratto "oblò" di Rembrandt Peale o il ritratto di tre quarti di Charles Willson Peale - sopra la mensola del camino all'estremità nord della stanza. Un ritratto di Andrew Jackson realizzato da Thomas Sully era appeso negli uffici di Lyndon B. Johnson, Ronald Reagan, George H.W. Bush e Bill Clinton. Un ritratto di Abraham Lincoln di George Henry Story era appeso nell'ufficio di George W. Bush, continuato in quello di Barack Obama e attualmente è appeso in quello di Joe Biden. Tre paesaggi urbani – City of Washington from Beyond the Navy Yard di George Cooke, Eastport e Passamaquoddy Bay di Victor de Grailly e The President's House, una copia di William Henry Bartlett – hanno adornato le pareti di molteplici amministrazioni. Passing the Outpost (1881) di Alfred Wordsworth Thompson, una scena di genere della guerra rivoluzionaria di una carrozza ferma a un posto di blocco britannico, appesa nell'ufficio di Gerald Ford e in quelli di Jimmy Carter e Ronald Reagan. The Avenue in the Rain di Childe Hassam e Working on the Statue of Liberty di Norman Rockwell affiancavano il Resolute scrivania nell’ufficio di Bill Clinton e ha fatto lo stesso in quello di Barack Obama. Avenue in the Rain è appesa accanto alla scrivania Resolute nell'ufficio di Joe Biden.
Statuette, busti, teste e figurine sono spesso esposti nello Studio Ovale. Abraham Lincoln è stato il soggetto più comune, nelle opere degli scultori Augustus Saint-Gaudens, Gutzon Borglum, Adolph Alexander Weinman, Leo Cherne e altri. Nel corso del tempo, i tradizionali busti di George Washington, Thomas Jefferson o Benjamin Franklin hanno lasciato il posto alle teste di Franklin D. Roosevelt, Harry S. Truman o Dwight Eisenhower. I bronzi western di Frederic Remington sono stati scelte frequenti: Lyndon Johnson ha esposto The Bronco Buster, così come Gerald Ford, Jimmy Carter, Ronald Reagan, Bill Clinton, George W. Bush, Barack Obama e Donald Trump. I presidenti Reagan e George H.W. Bush aggiunsero il loro pezzo complementare, The Rattlesnake.

#### Dipinti
Secondo The New York Times, circa 43 dipinti e una fotografia hanno decorato le pareti dello Studio Ovale dal 1961.
Franklin D. Roosevelt fu il primo presidente a occupare il Moderno Studio Ovale e pose George Washington di Rembrandt Peale sopra la mensola del camino. Alle pareti erano appese stampe assortite della Valle dell'Hudson.
Il presidente Harry S. Truman ha esposto opere relative al suo stato natale, il Missouri, stampe di biplani e velieri e modelli di aerei a reazione. Una serie di dipinti occupavano un posto d'onore sopra la mensola del camino, tra cui George Washington di Rembrandt Peale, Woodrow Wilson di Charles H. Woodbury, George Washington (il dono dell'Ecuador) di Luis Cadena, e una copia di Ritratto equestre di Simon Bolivar (il dono del Venezuela) di Tito Salas. Una grande fotografia del ritratto della Casa Bianca di Franklin D. Roosevelt, sotto il quale Truman aveva servito come vicepresidente e che morì in carica nel 1945, era appesa accanto alla mensola del caminetto e poi accanto alla sua scrivania. Ha anche esposto il dipinto Fired On dell'artista occidentale Frederic Remington.
Il presidente Dwight D. Eisenhower ha riempito le pareti dell'ufficio con dipinti di paesaggi e un ritratto di Robert E. Lee.
Il presidente John F. Kennedy si circondò di dipinti di battaglie navali della guerra del 1812, fotografie di barche a vela e modelli di navi.
Il presidente Lyndon Johnson installò applique su entrambi i lati della mensola del camino e aggiunse il primo dipinto dell'ufficio di un'artista donna, Franklin D. Roosevelt di Elizabeth Shoumatoff.
Il presidente Richard Nixon provò tre diversi ritratti di George Washington sulla mensola del caminetto e appese una copia di Earthrise – una fotografia della Terra scattata dall'orbita della Luna durante la missione Apollo 8 – accanto alla sua scrivania.
Il presidente Gerald Ford appese dipinti storici, forse in previsione del Bicentenario del 1976. La maggior parte di questi lavori rimasero in vigore durante le amministrazioni di Jimmy Carter e Ronald Reagan.
Il presidente George H.W. Bush appese dipinti di paesaggi alle pareti, insieme a tre ritratti: George Washington di Rembrandt Peale, Benjamin Henry Latrobe di Charles Willson Peale e Andrew Jackson di Thomas Sully.
Il presidente Bill Clinton scelse i dipinti di Childe Hassam e Norman Rockwell sopra menzionati, insieme a Waiting for the Hour di William T. Carlton, una scena di genere raffigurante afroamericani riuniti in attesa della proclamazione di emancipazione che entrerà in vigore il 1 gennaio, 1863.
Il presidente George W. Bush ha mescolato opere tradizionali con dipinti di artisti texani e sculture occidentali. Dopo gli attentati dell'11 settembre 2001, il primo ministro britannico Tony Blair gli prestò un busto di Winston Churchill, che aveva guidato il Regno Unito durante la seconda guerra mondiale.
Il presidente Barack Obama ha onorato Abraham Lincoln con il ritratto di Story, un busto di Augustus Saint-Gaudens e una copia del proclama di emancipazione. Sotto il proclama c'era un busto di Martin Luther King Jr. di Charles Alston, e nella vicina libreria era esposto un programma della marcia su Washington del 28 agosto 1963, durante la quale King diede il suo "I Have a Dream". discorso.
Il presidente Donald Trump ha appeso per lo più ritratti alle pareti degli uffici: George Washington di Rembrandt Peale, Abraham Lincoln di George H. Story, Andrew Jackson di Asher B. Durand, Thomas Jefferson di George PA Healy, Alexander Hamilton di John Trumbull, Benjamin Franklin di Joseph-Siffred Duplessis. Successivamente lo sostituì in altri ritratti: Thomas Jefferson di Rembrandt Peale e Andrew Jackson di Ralph EW Earl.
Lo Studio Ovale del presidente Joe Biden presenta un gruppo di cinque ritratti all'estremità nord, con Franklin D. Roosevelt di Frank O. Salisbury che occupa il posto d'onore sulla mensola del camino.

## Galleria d'immagini

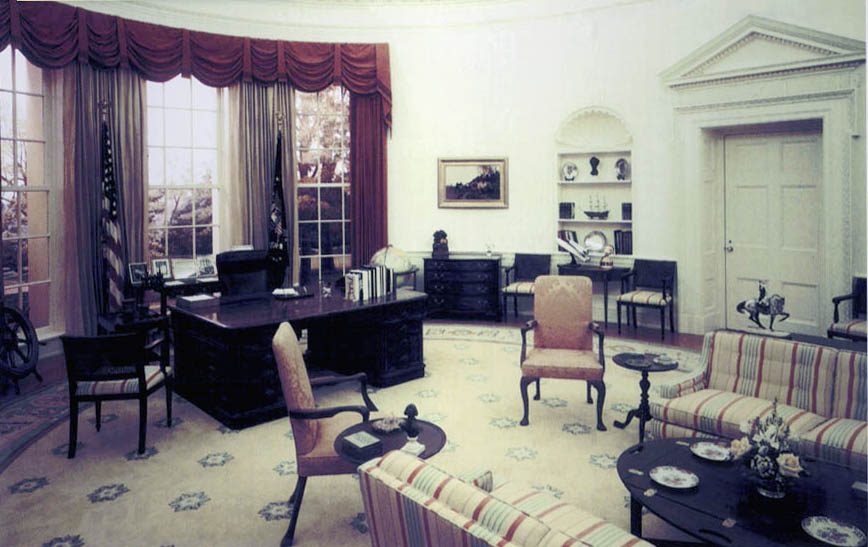
Lo Studio Ovale durante l'amministrazione Ford. Il Presidente usò l'ufficio come sua postazione principale. Il suo successore Jimmy Carter fece rimettere al suo posto la Resolute desk, ma non cambiò né il tappeto né i tendaggi.
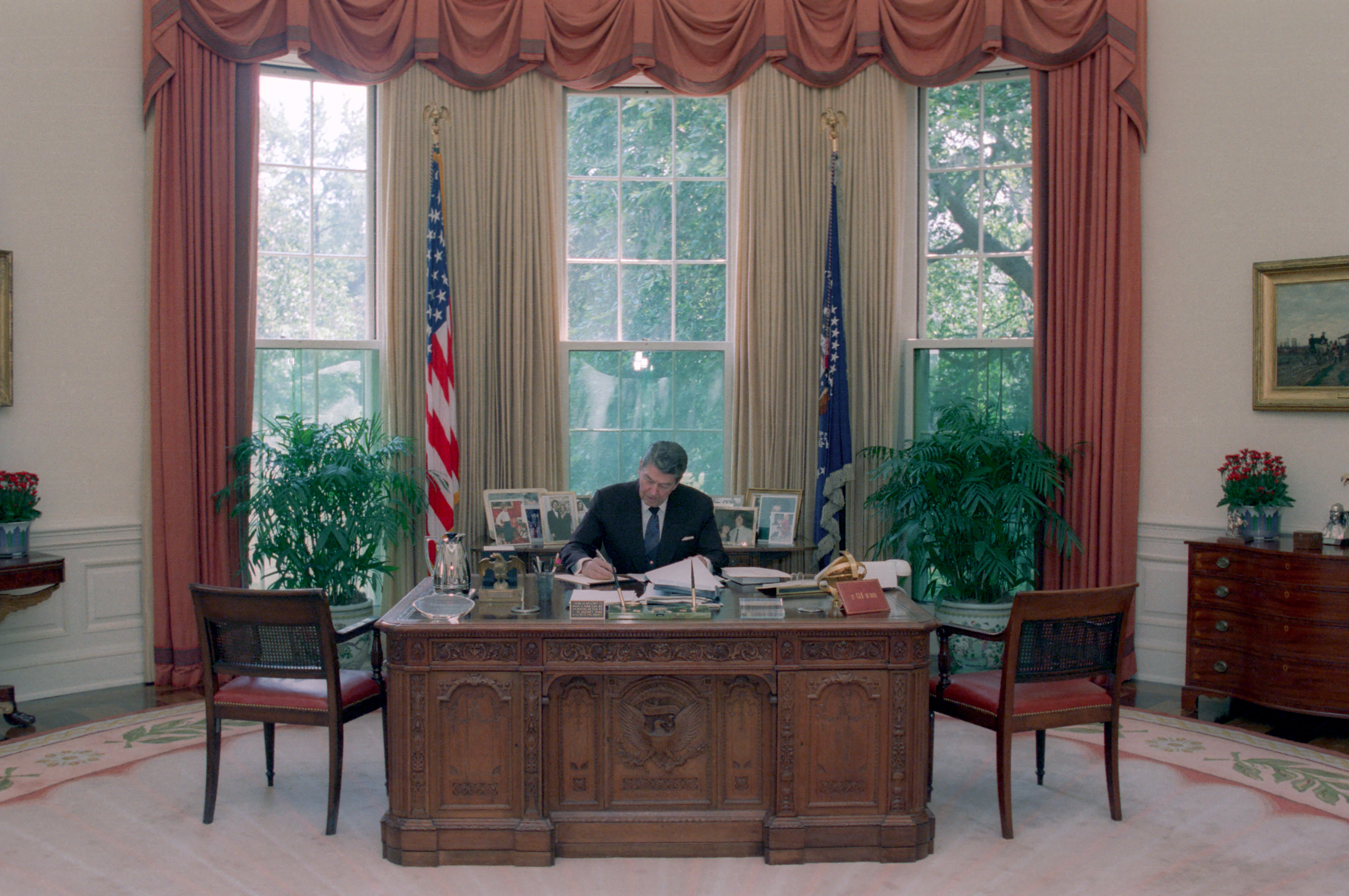
Lo Studio Ovale nel 1988, durante l'amministrazione Reagan. La First Lady Nancy Reagan contribuì all'arredamento dell'ufficio di suo marito e ordinò lei stessa la disposizione dei mobili.
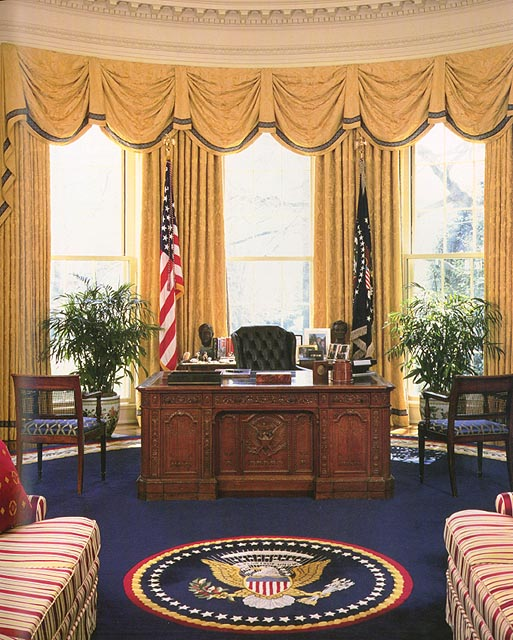
Lo Studio Ovale nel 1999, durante l'amministrazione Clinton. L'ufficio fu arredato dalla designer Kaki Hockersmith, che usò una vibrante palette di colori comprendente diversi toni di crema, oro, cremisi e zaffiro.
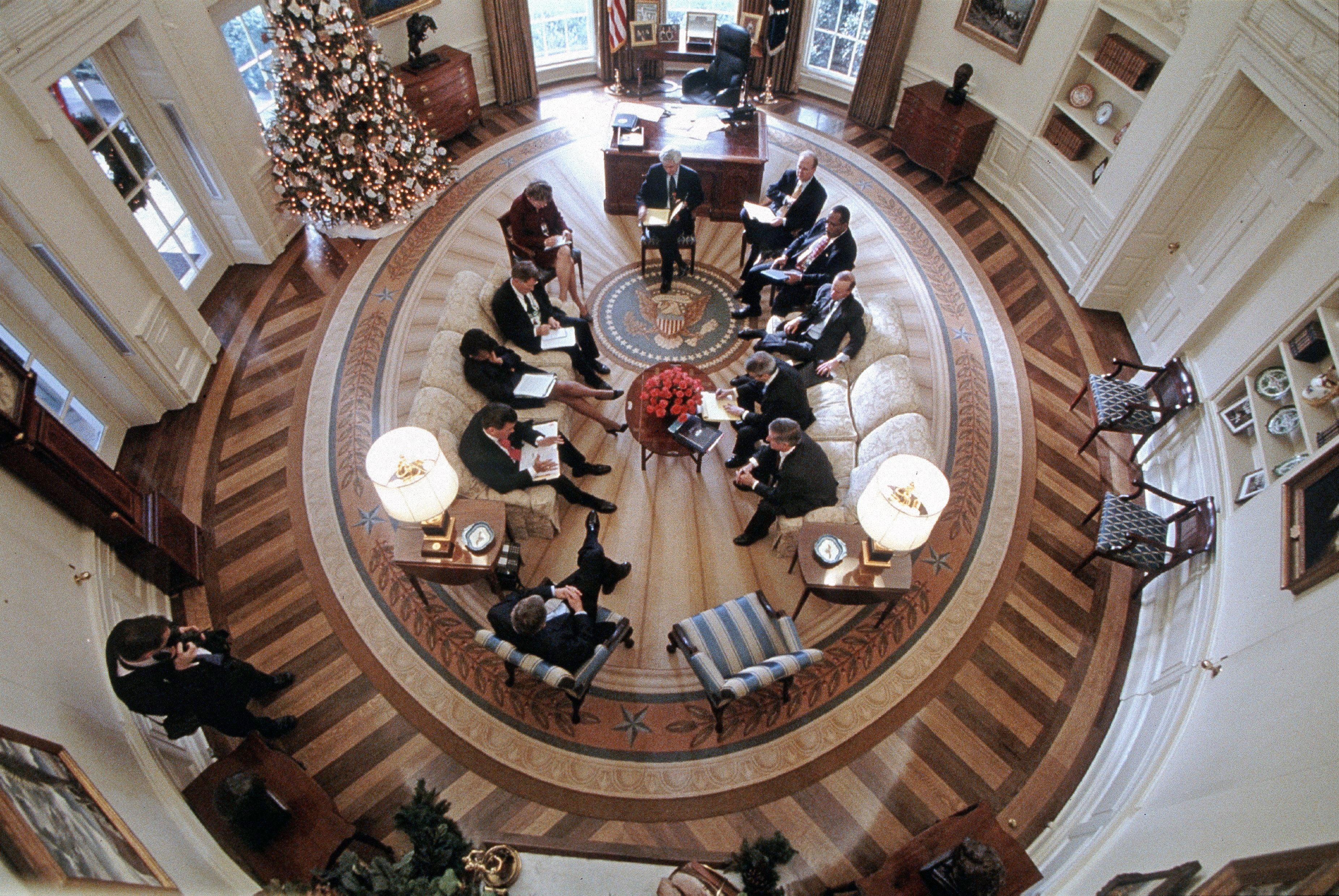
Lo Studio Ovale nel 2001, durante l'amministrazione Bush: l'ex-Presidente ha scelto una palette di colori più sobri del suo predecessore, usando sfumature di grigio, celadon e blu scuro. George Bush e la signora Bush hanno affidato il lavoro al decoratore di interni Ken Blasingame.
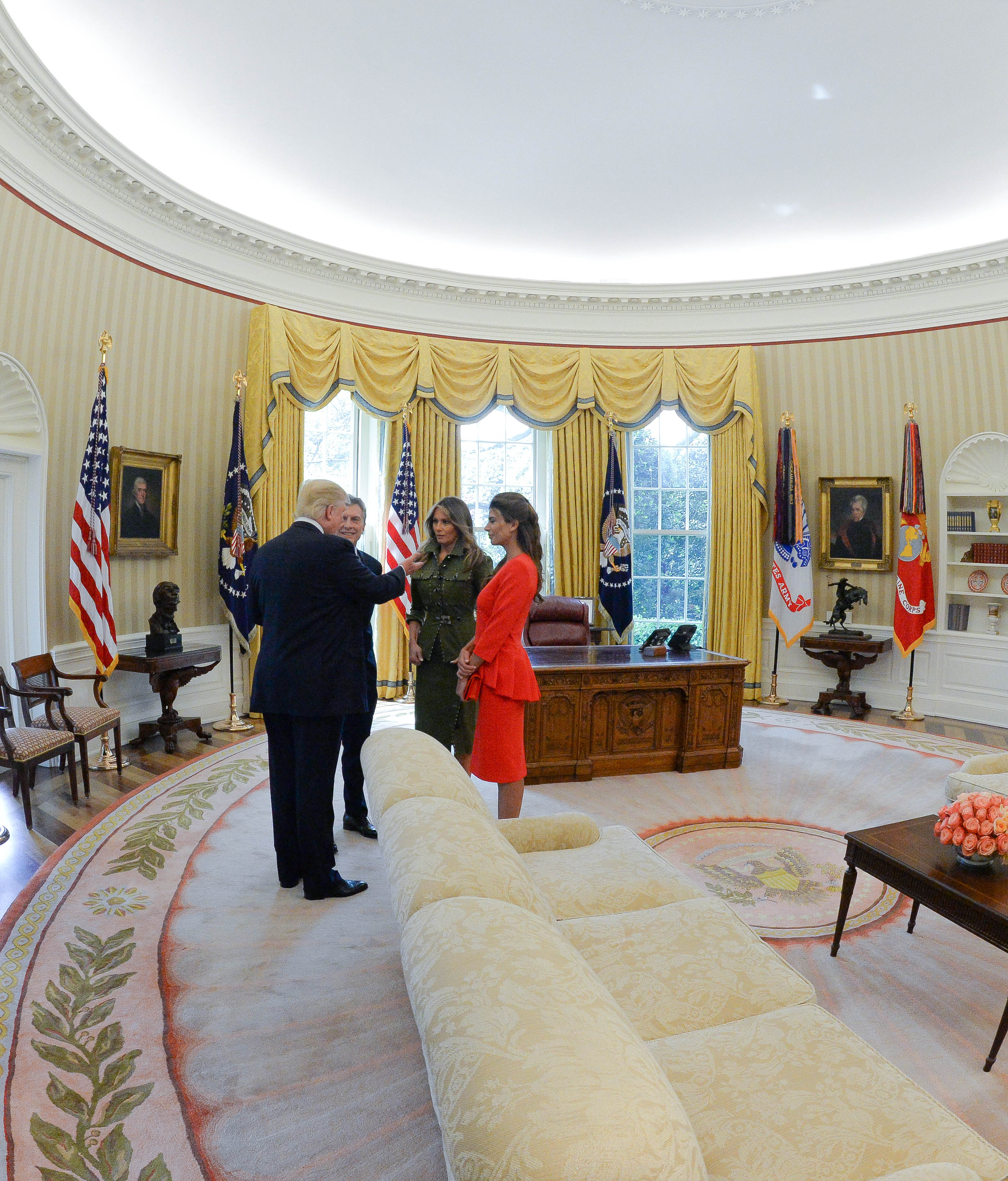
2017, il presidente Trump riceve l'omologo argentino Mauricio Macri allo Studio Ovale.